# Art and Life
Art and Life è un album reggae del cantante giamaicano Beenie Man, pubblicato dalla Virgin nel 2000.
L'album vince il Grammy Award come Best Reggae Album.

## Traccia
1. Selassie - 3:39 (Testi: Beenie Man)
2. Bon Mi Fi Di Truth - 3:36 (Testi: Beenie Man)
3. Cross Di Bridge - 3:36 (Testi: Beenie Man)
4. Reggae Music - 3:49 (Testi: Beenie Man)
5. Bed a Roses - 3:52 (Testi: Beenie Man)
6. Study Me - 4:10 (Testi: Beenie Man)
7. Praise Him - 3:47 (Testi: Beenie Man)
8. Leave Dem - 3:46 (Testi: Beenie Man, Yellowman)
9. Tiger Ride Inna Town - 3:49 (Testi: Beenie Man)
10. Cool Yu Toe  - 3:44 (Testi: Beenie Man)
11. Unu Fi Follow We - 3:50 (Testi: Beenie Man)